# الخشعة (حورة)
الخشعة هي إحدى قرى عزلة حورة بمديرية حورة التابعة لمحافظة حضرموت. يبلغ تعداد سكانها 2626 نسمة حسب الإحصاء الذي جرى عام 2004.